# Ябатьки
«Яба́тьки» — интернет-мем и неологизм, обозначение сторонников действующего президента Белоруссии Александра Лукашенко, получившее распространение в оппозиционных СМИ и среди участников протестов 2020—2021 годов в Белоруссии.

## История
19 августа 2020 года на фоне протестов в Белоруссии телеграм-канал «Пул первого», курируемый пресс-службой президента Белоруссии Александра Лукашенко, разместил стикеры в поддержку президента с текстом: «Я/мы батька».
В дальнейшем слоган «я батька» появился на футболках и толстовках участников провластных митингов в Белоруссии в качестве хештега. «Новая газета» предположила, что это полностью российский продукт, сославшись на то, что белорусы Александра Лукашенко никогда не называли «батькой»: в течение многих лет он был «Лукой», а во время протестов получил прозвище «Саша 3 %».
24 декабря 2020 года военный комиссар Гомельской области Андрей Кривоносов в программе «Марков. Ничего личного» белорусского телеканала ОНТ на вопрос ведущего Марата Маркова «Ответьте честно, вот это вот — как нас называют — ябатьки: вы — ябатька?» ответил: «Да, я — ябатька. Ты, я, мы — батька».
Неологизм «ябатьки» в дальнейшем получил негативную окраску и стал использоваться участниками протестов для обозначения сторонников Лукашенко в Белоруссии.

## Лингвистический анализ
Сотрудники Варминьско-Мазурского университета языковеды А. Киклевич и Е. Потехина пишут: «в интернете неологизм #ябатька был переосмыслен с учётом специфики белорусского языка», подразумевая ассоциации с глаголом «ебать» (бел. ябаць). Авторы отмечают, что в белорусском языке на первом месте в этом слове располагается звук «я» и в связи с этим «неологизм #ябатька получил негативную и к тому же ироническую коннотацию».